# Научный Городок
Нау́чный Городо́к — посёлок (бывший с 1978 до 2003 гг. посёлок городского типа) в Алтайском крае России. Входит в городской округ город Барнаул. Административно подчинён Научногородокской сельской администрации Ленинского района города Барнаула.
Население: 3005 чел. (2013).
Площадь: 2,6 км². Расположен в 15 км к северо-западу от центра Барнаула на левом берегу Оби.

## История
Официальная дата основания — 6 ноября 1966 года, когда в благоустроенные квартиры вселились первые семьи. Посёлок создавался как специализированная база развития сельскохозяйственной науки по образцу Новосибирского Академгородка. Инициатором строительства был Георгий Наливайко, депутат Верховного Совета СССР, Герой Социалистического Труда, долгое время возглавлявший Алтайский научно-исследовательский институт сельского хозяйства (АНИИСХ).
В октябре 1975 года открылся дом культуры, названный Домом учёных. В 1979 году Научный Городок экспонировался на ВДНХ, в павильоне «Сельское строительство» в рамках смотра-конкурса на лучшую застройку и благоустройство колхозных и совхозных посёлков и занял там 3 место.
В постсоветский период в посёлке построили церковь Вознесения Господня. Первая служба состоялась в 1998 году.
До 2001 года действовали Алтайский научно-исследовательский проектно-технологический институт животноводства (АНИПТИЖ), центр агрохимической службы «Алтайский», Всероссийская научно-исследовательская опытная станция пантового оленеводства, метеостанция «Барнаул-агро».
В декабре 2003 года пгт (рабочий посёлок) Научный Городок был упразднён как населённый пункт и включён в городскую черту Барнаула, но в июле 2005 года он был восстановлен как сельский населённый пункт в категории посёлка.
На 2013 год работают Алтайский НИИ сельского хозяйства (АНИИСХ), центр агрохимической службы «Алтайский», опытно-производственное хозяйство им. В. В. Докучаева.

### Административно- и муниципально-территориальное подчинение
До сентября 1973 года Научный городок находился в административном подчинении Гоньбинского сельского Совета, расположенного в с. Гоньба.
Исполнительный комитет Алтайского краевого Совета депутатов трудящихся решением от 09.09.73 г. № 522 в связи с образованием населённого пункта на территории АНИИЗиС и АНИИПТИЖ присвоил ему наименование Научный Городок и перенёс центр Гоньбинского сельсовета из села Гоньба в посёлок Научный Городок и переименовал Гоньбинский сельсовет в Научногородокский. 22 мая 1978 г. решением исполкома Алтайского краевого Совета народных депутатов № 177 населённый пункт Научный Городок был отнесён к категории рабочих посёлков, а Научногородокский сельский Совет реорганизован в поселковый Совет народных депутатов. Первым председателем исполкома Научногородокского сельского Совета (а позднее преобразованного в поселковый Совет), был Рожнев Иван Михайлович, ветеран Великой Отечественной войны.
Научногородокская поселковая администрация включала в себя пять населённых пунктов: рп. Научный Городок, с. Гоньба, п. Берёзовка, п. Казённая Заимка и п. Землянуха, с расстоянием между ними от 3 до 11 км.
Согласно закону Алтайского края № 141-ЗС от 27.12.2008 г. Научный Городок получил статус посёлка сельского типа, а поселковая администрация была преобразована в сельскую.
В состав администрации входят пять населённых пунктов: п. Научный Городок, с. Гоньба, п. Березовка, п. Казённая Заимка, п. Землянуха. Территория составляет 150 кв. км. Общая земельная площадь, находящаяся в ведении Научно-городокской администрации 2703 га, из которых 1687 га — земли населённых пунктов, в том числе: р. п. Научный Городок — 271 га, с. Гоньба — 445 га, п. Казённая Заимка — 728 га, п. Березовка — 180 га, п. Землянуха — 49 га.

### АНИИЗиС
История Научного Городка, его строительства и становления — это история его головного института АНИИЗиС.
В конце 1949 г. СМ СССР принял Постановление, а в 1950 г. был подписан приказ по Минсельхозу о создании на базе Барнаульской ГСС Алтайского зонального научно-исследовательского института земледелия и животноводства, которому поручалось решение практически всего круга проблем сельскохозяйственного производства края. В 1956 году он был преобразован в Алтайский научно-исследовательский институт сельского хозяйства (АНИИСХОЗ), а в 1973 году разделён на два института -АНИИЗиС и АНИПТИЖ.
С 1979 года АНИИЗиС и АНИПТИЖ входят в структуру учреждений Всесоюзной академии сельскохозяйственных наук им. В. И. Ленина (с 1991 года — Российская академия сельскохозяйственных наук) и непосредственно подчинены её Сибирскому отделению, аппарат Президиума которого располагается в г. Новосибирске.
В 2000 году АНИИЗиС отметил свой юбилей — 50 лет со дня основания.
В институте два крупных основных научных подразделения: Центр по земледелию и Селекционный центр, в состав которых входят 12 лабораторий.
Основными направлениями исследований института являются:
-разработка систем земледелия нового поколения и их совершенствование;
-разработка и совершенствование высокоэффективных ресурсо- и энергосберегающих технологий возделывания сельскохозяйственных культур;
-разработка и совершенствование экологически безопасных систем
удобрений и защиты растений от комплекса вредных объектов;
-проблемы сохранения, воспроизводства и регулирования плодородия почвы;
-проблемы борьбы с ветровой и водной эрозией почв;
-оптимизация круговорота, баланса и трансформации элементов питания в агроэкосистемах;
-теоретические аспекты проблем иммунитета селектируемых культур, генетики минерального питания и биотехнологии;
-создание и первичное семеноводство новых сортов сельскохозяйственных культур (яровая мягкая и твёрдая пшеница, озимые пшеница, рожь и тритикале, овёс, ячмень, просо посевное и кормовое, горох, соя, фасоль, чечевица, вика, рапс, суданская трава, африканское просо, кукуруза, могар, большой набор других однолетних и многолетних кормовых культур).обработки почв, питания, защиты и управления продукционным процессом растений, экологии. В этом большая заслуга докторов наук Г. П. Гамзикова, О. И. Гамзиковой, В. В. Вольнова, кандидатов наук В. И. Столярова, В. Г. Ткаченко, Н. И. Шахова, В. И. Беспамятного, В. А. Олифер, Г. В. Журавлёвой, Г. Я. Стецова, В. Е. Суховерковой, В. П. Старостенко, П. Р. Шотта, М. И. Мальцева, А. А. Каштанова, В. М. Лашкина и др.

### АНИПТиЖ
Основными направлениями исследований института являются разработки селекционных, технологических и организационных методов сохранения, совершенствования и эффективного использования генофонда сельскохозяйственных животных в области скотоводства, овцеводства, свиноводства, птицеводства, рыбоводства.
Большой вклад в отечественную науку внесли учёные, посвятившие всю свою жизнь проблемам животноводства: к.с.-х.н. Н. К. Вишняков — руководитель работ по разведению герефордского скота, автор известной селекционной линии Ярлыка 413, к.с.-х.н. В. Г. Коротков — разработка технологий заготовки кормов, к.с.-х.н. Л. В. Янчилин — вопросы кормления животных, к.с.-х.н. П. Ф. Стариков — разработка проектов кормоприготовительных цехов для животных и другие вопросы инженерного обеспечения животноводства.
Развитие исследований в области зооанализа связано с именами доктора наук М. Ф. Куликова, М. Н. Шумиловой, М. П. Сениной и к. с.-х. н. Э. И. Мкртчян. Кандидаты наук М. А. Аборнев (кормление сельскохозяйственных животных и технологии заготовки кормов), Е. А. Сахалтуева (овцеводство), СИ. Сторожук (селекция овец), П. М. Микитась(воспроизводство крупного рогатого скота), М. Г. Сизова (технологии содержания и кормления крупного рогатого скота), Е. М. Сутулов (организация сельскохозяйственного производства) являются авторами важных научных работ и рекомендаций.

## Социальная сфера
Располагаются школа и детский сад, филиалы музыкальной школы и поликлиники, фельдшерский пункт, аптека, дом культуры, клуб, библиотека, магазины, предприятия бытового обслуживания, отделение связи, стадион и тренажёрные залы, котельные и водозаборные узлы, комплекс водоочистных сооружений.
Общая площадь жилого фонда: 146,2 тыс. кв. м.
Садовые насаждения занимают более 16 % территории.

## Население
| 1979 | 1989  | 2002  | 2010  | 2011  | 2012  | 2013  |
| ---- | ----- | ----- | ----- | ----- | ----- | ----- |
| 3823 | ↘2339 | ↗2708 | ↗2933 | ↗2950 | ↗2986 | ↗3005 |